# Monty Python's Personal Best
Monty Python's Personal Best (Monty Python - O Melhor Por no Brasil) é uma minissérie televisiva de 2006, cuja duração de cada é uma hora, que mostram as melhores esquetes de Monty Python's Flying Circus (com algumas vindas do Fliegender Zirkus e do Live at the Hollywood Bowl) segundo cada integrante do grupo (como Graham Chapman havia morrido em 1989, os demais imaginaram o que fazia o falecido comediante rir, admitindo que eles podem estar enganados). 
No Brasil, a série foi lançada em DVD.